# Terellia luteola
Terellia luteola är en tvåvingeart som först beskrevs av Christian Rudolph Wilhelm Wiedemann 1830.  Terellia luteola ingår i släktet Terellia och familjen borrflugor. Inga underarter finns listade i Catalogue of Life.